# تزریق عضلانی

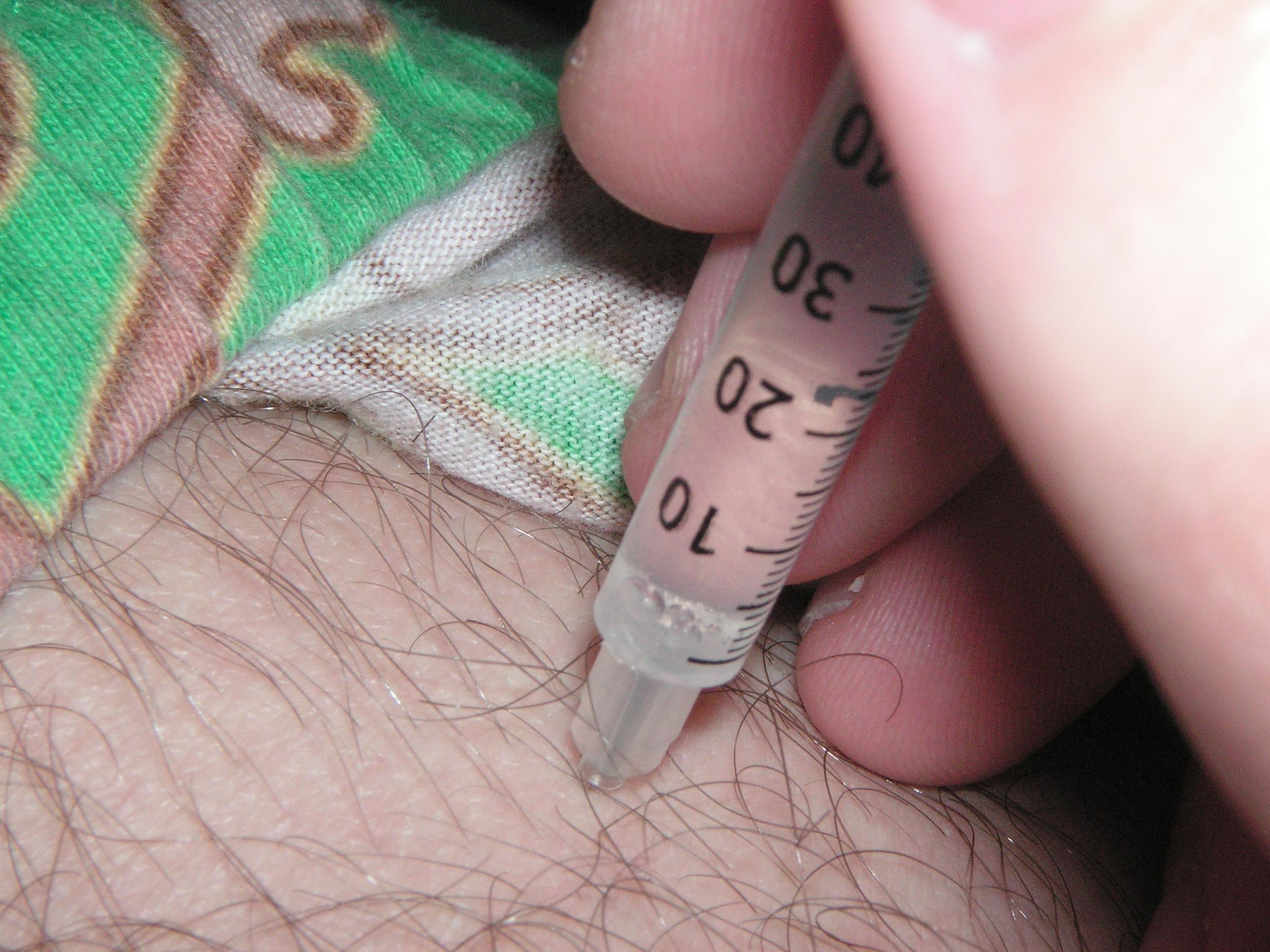
تزریق عضلانی در پا.

تزریق ماهیچه ای (به انگلیسی: Intramuscular injection) به اختصار IM در کنار تزریق وریدی یکی از رایج‌ترین انواع تزریق آمپول به فرد است. هنگامی که دارو جذب گوارشی ندارد یا به آن آسیب می‌زند، یا پس از جذب در کبد به مقدار زیاد تخریب می‌شود، مجبور به استفاده از روش تزریق هست. در بین روش‌های مختلف تزریق چنانچه مقدار دارو زیاد باشد یا بافت‌های سطحی را تحریک کند یا احتیاج به جذب سریعتر باشد آن را داخل عضله تزریق می‌کنند.

## نحوه تزریق
- معمولاً سرنگ ۲–۵ میلی‌لیتری به کار می‌رود.
- شماره و طول سوزن بسته به نوع ماهیچه، محل تزریق، یا میزان بافت چربی که ماهیچه مورد نظر را پوشانیده‌است و سن بیمار متفاوت خواهد بود. برای تزریق در ماهیچه سرینی (گلوتئال) معمولاً از سوزن شماره ۲۰–۲۳ استفاده می‌شود و برای تزریق در ماهیچه دالی معمولاً از سوزن شماره ۲۳–۲۵ استفاده می‌شود.[۲]

## محل تزریق

#### الف-ناحیه پشت سرینی (دورسوگلوتئال) بر روی ماهیچه‌های ضخیم باسن
محل تزریق در این ماهیچه معمولاً قسمت فوقانی خارجی یا ربع فوقانی خارجی باسن در حدود ۵–۸ سانتی‌متر پایین‌تر از کرست ایلیاک خواهد بود، که به دو روش مشخص می‌گردد.
یک لب باسن را با خطوط فرضی به چهار قسمت تقسیم کنید، در این هنگام شما با لمس کرست ایلیاک از انتخاب محل صحیح تزریق که به اندازه کافی بالا می‌باشد مطمئن شده‌اید. انتخاب محل تزریق بدون لمس کرست ایلیاک روش مطمئنی نخواهد بود. این عضله در کودکان کم‌تر از ۲ سال به دلیل عدم تحرک کافی مکان مناسبی جهت تزریق نمی‌باشد و احتمال آسیب به اعصاب سیاتیک این نواحی وجود دارد.

#### ب- ناحیه ونتروگلوتئال بر رویماهیچه سرینی متوسط
برای تعیین محل تزریق بر روی این ماهیچه در بیمار می‌باید کف دست خود را بر روی تروکانتر بزرگ قرار دهید به طوری که انگشتان وی متوجه سر بیمار باشد. معمولاً دست راست برای ران چپ به کار رفته و از دست چپ برای ران راست استفاده می‌شود. انگشت سبابه بر روی بر جستگی فوقانی قدامی استخوان نشیمنگاهی قرار می‌گیرد و انگشت میانی دست به طرف عقب کشیده شود، به طوری که لبه کرست ایلیوم را لمس کنید سپس با انگشت خود به باسن آن فشار می‌آورید. محل تزریق در این حالت مرکز مثلثی خواهد بود که با انگشت سبابه، میانی و لبه کرست ایلیاک تشکیل شده‌است. این محل برای کودکان و بزرگسالان قابل استفاده می‌باشد. بیمار می‌تواند در وضعیت به پشت خوابیده قرار گیرد، در این حالت بهتر است زانوها و لگن خم شده باشد تا ماهیچه مربوطه شل شود حجم قابل تزریق ۱–۵ میلی لیتر می‌باشد.

#### ج-ماهیچه پهن بیرونی(وستوس لترالیس)
یک‌سوم این ماهیچه محل مناسبی برای تزریق خواهد بود که با تقسیم فاصله بین تروکانتر بزرگ و برجستگی خارجی زانو به سه قسمت و انتخاب یک‌سوم میانی آن به دست می‌آید. این محل برای کودکان و بزرگسالان مورد استفاده می‌باشد بیمار می‌تواند در وضعیت خوابیده به پشت یا نشسته قرار گیرد.

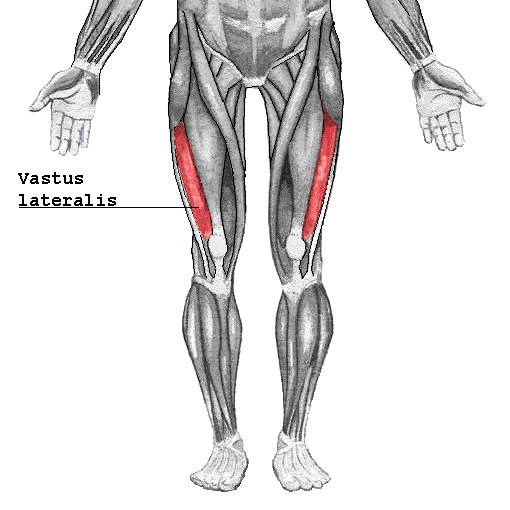
نمایش مکان صحیح تزریق وستوس لترالیس

#### د-ماهیچه دالی
سطح خارجی این ماهیچه اغلب برای تزریق واکسن استفاده می‌شود.
تزریق روی باسن و دست‌ها رایج‌ترین محل تزریق است.